# Astroidă

Astroidă

Construcția unei astroide.

În matematică, o astroidă este un tip particular de curbă: o hipocicloidă cu patru vârfuri.
Este de asemenea și o super elipsă cu n=2/3 și a=b. Numele său modern provine din greacă, din echivalentul cuvântului "stea". Curba a avut o varietate de nume, incluzând tetracuspidă (încă folosit), cubocicloidă și paraciclu.
Un cerc cu raza de 1/4 se învârte în interiorul unui cerc de rază 1 și un punct de pe circumferința lui delimitează o astroidă. Un segment de lungime 1 se plimbă cu un capăt pe axa x și cu celălalt pe axa y, astfel încât este tangent la astroidă (care este deci înfășurătoare). Ecuațiile parametrice sunt
{\displaystyle x=\cos ^{3}\theta ,\qquad y=\sin ^{3}\theta .}
Astroida este o curbă algebrică plană de gen zero. Are ecuația
{\displaystyle (x^{2}+y^{2}-1)^{3}+27x^{2}y^{2}=0.}
Așadar, astroida este de grad șase și are patru vârfuri în planul real. Mai are două vârfuri complexe la infinit și patru puncte duble complexe, deci un total de zece vârfuri.
Curba duală la astroidă este curba cruciformă cu ecuația {\displaystyle \textstyle x^{2}y^{2}=x^{2}+y^{2}.}
Evoluta unei astroide este o astroidă de două mai mare.
Vechiul logo al U.S. Steel era format din trei astroide, una albastră, una galbenă și una roșie. Acum este folosit ca logo pentru Pittsburgh Steelers.